# Jörg Hoffmann
Jörg Hoffmann (nascido em 29 de janeiro de 1970) é um ex-nadador alemão, especialista em provas de longa distância. Ganhou a medalha de bronze nos 1500 m livre nos Jogos Olímpicos de 1992 em Barcelona, Espanha. Competiu em três Jogos Olímpicos consecutivos, começando em Seul 1988 como integrante da equipe da Alemanha Oriental.
Foi campeão mundial nos 400 m e 1500 m livre no Mundial de Perth em 1991, batendo o recorde mundial na prova mais longa com o tempo de 14:50,36 min. Também foi quatro vezes campeão europeu nos 1500 m livre entre 1989 e 1995. Desde 2005, ele é treinador no centro olímpico de Potsdam.
Durante sua época na Alemanha Oriental, ele recebeu do seu treinador Lutz Wanja o anabolizante Oral-Turinabol, como parte do doping estatal no esporte da DDR.

## Vida
Hoffmann nasceu em Schwedt an der Oder.